# 상주 청간정
상주 청간정(尙州 聽澗亭)은 대한민국 경상북도 상주시 낙동면 운평리에 있는 정자이다. 2009년 10월 12일 경상북도의 문화재자료 제558호로 지정되었다.

## 문화재 지정사유
청간정(廳澗亭)은 가곡공 조예(1608~1661)가 1650년경 건축한 것으로 추정되며, 풍양조씨 검간공종파 자손들의 학문의 장소이자 영남유림의 인사들이 모여 시국을 논하고 시회를 열던 장소로 알려져 있다. 현재 청간정에는 청간정(廳澗亭) 과 익암서당(益巖書堂) 두개의 편액이 있다.
청간정은 17세기 후반에 세워졌고, 19세기 후반에 중수된 것으로 조선 중기 정자건물의 특성을 갖추고 있고, 건립당시의 규모와 구성형식이 비교적 잘 유지되고 있어서 조선시대 정자건축 연구의 자료적 가치가 높은 것으로 판단된다.
따라서, 청간정과 허목선생편액에 대하여는 편액 2점은 미수(眉叟) 허목(許穆)의 친필이라고 전하기는 하나 경남 의령군 대의면 증촌리 미연서원의 이의정(二宜亭)과 고려대학교 박물관 소장 지본묵서(紙本墨書)인 함취당(含翠堂)의 글자 형태와 동일하지 않아 편액을 제외한 청간정만 문화재자료로 지정하기로 한다.

## 참고 자료
- 상주 청간정 - 국가유산청 국가유산포털